# Asilopsis fuscula
Asilopsis fuscula là một loài ruồi trong họ Asilidae. Asilopsis fuscula được Cockerell miêu tả năm 1920. Loài này phân bố ở vùng Tân Bắc giới.